# Siemonia
Siemonia – wieś w Polsce położona w województwie śląskim, w powiecie będzińskim, w gminie Bobrowniki.
W latach 1975–1998 miejscowość administracyjnie należała do województwa katowickiego.

## Edukacja
- Od niepamiętnych czasów istniała przy kościele w Siemoni szkoła parafialna założona w myśl zaleceń Synodu Łęczyckiego z 1285 i następnych. Pierwsza wzmianka o istnieniu szkoły jest w protokole wizytacji kościelnej z 1598 roku.O dokładnym czasie powstania szkoły w Siemoni nie mamy dokładnej wiadomości. Musiała istnieć już bardzo dawno, gdyż ksiądz Petrycy w 1659 roku spisując inwentarz wymieniał szkołę[4].

- Szkoła Podstawowa im. Marsz. Józefa Piłsudskiego.

## Archeologia

### Człowiek z Siemoni
Należy zwrócić również uwagę na dokonane odkrycie paleoantropologiczne w marcu 1955 na terenie piaskowni w Siemoni (pole Jaworznik). 
Odkryto wówczas kopalną czaszkę (kalotę) ludzką Homo sapiens fossilis. Posiada ona ślady wyłamania podstawy czaszki, które prawdopodobnie mogą świadczyć o kanibalizmie. Znalezisko to wskazuje na pochodzenie z kultury oryniackiej, z okresu ostatniego zlodowacenia północnopolskiego. 
Powyższe odkrycie zostało uznane za najstarsze dotychczas poznane znalezisko paleoantropologiczne na terenie ziem polskich.
Przez Siemonię biegnie żółty Szlak Historii Górnictwa Górnośląskiego prowadzący z pobliskich Łubianek do Rybnika. Szlak łączy miejscowości związane z historią górnictwa na Górnym Śląsku, prowadząc koło obiektów reprezentujących głównie górnictwo węgla kamiennego.

## Parafia Siemonia
Parafia w Siemoni utworzona została w 1225 roku i należała wówczas do dekanatu sławkowskiego, od początku XIV w. do bytomskiego (przez pewien czas w połowie XIV wieku istniał samodzielny dekanat siemoński), zaś od 1589 do siewierskiego. Po jego likwidacji weszła w skład dekanatu będzińskiego, do którego należała do zakończenia pierwszej wojny światowej. Następnie do dekanatu sączowskiego i wojkowickiego, a obecnie znów pozostaje w składzie XII Dekanatu św. Jakuba Ap. w Sączowie .
Pierwsze zapisane wiadomości pochodzą z roku 1223 i dotyczą właśnie kościoła pod wezwaniem Wszystkich Świętych, który został wybudowany staraniem piastowskich książąt śląskich. W dwa lata później kościół już jako parafialny został erygowany przez biskupa krakowskiego Iwo Szawłowicza Odrowąża. Przywileje siemońskiemu kościołowi zatwierdził książę opolski Kazimierz XIII.
Pierwszy kościół drewniany spłonął prawdopodobnie podczas najazdu tatarskiego w 1241 roku. Na jego miejscu postawiono kościół murowany, a obecny budynek kościoła pochodzi z roku 1881. Jest to kościół trójnawowy, z jedną wieżą i wieżyczką sygnaturki w stylu neoromańskim. Obok kościoła znajduje się bardzo stary cmentarz, liczący 700 lat. Dużej klasy zabytkami są niektóre elementy wyposażenia kościoła: barokowy krucyfiks z XVIII wieku, szafa zakrystialna z przełomu XVII i XVIII wieku, bogate naczynia liturgiczne.

## Transport
Tranzyt
- przez Siemonię przebiega autostrada A1
- przez wieś przebiega także droga wojewódzka nr 913

Lotnisko
- W odległości 5 km od wsi znajduje się Port lotniczy Katowice-Pyrzowice

Autobusy
- Połączenia wewnątrz wsi, między całą gminą oraz do najbliższych miast zapewnia komunikacja autobusowa. Usługi komunikacyjne świadczone są przez KZK GOP i MZKP Tarnowskie Góry. We wsi kursuje 10 linii autobusowych.

Kolej
- We wsi w 1904 została wybudowana linia kolejowa wiodąca z Ząbkowic do Siemoni – Pomłynia (Małojki) gdzie kolej nawracała. W trakcie trwania I wojny światowej została ona  zniszczona i nigdy nie odbudowana. Pozostałości po niej stanowią:
  - ruiny mostu tak zwane skałki przy Jeziorze Rogożnik II
  - widoczny nasyp kolejowy wzdłuż ulicy Leśnej jadąc w kierunku Sączowa  Pozostała infrastruktura została rozebrana przez okolicznych mieszkańców. Część cegły z rozbiórki posłużyła do wybudowana młyna elektrycznego na pomłyniu.

## Zabytki
1. Kościół pw. Wszystkich Świętych w Siemoni[5]
2. Młyn elektryczny[6]
3. Ośrodek kultury[7]
4. Cmentarz wraz z kaplica cmentarną[8]
5. Ruiny młyna wodnego

## Przemysł
Na terenie miejscowości w latach 1922 r. do 1964 r. działała Piaskowania Siemonia.

## Przysiółki
1. Pomłynie
2. Mołojka